# Close My Eyes (canção de Sander van Doorn)
"Close My Eyes" é uma canção escrita por My Robot Friend, gravada pelo DJ holandês Sander van Doorn, com a participação de Robbie Williams.

## Paradas
| Parada (2009)                   | Posição |
| ------------------------------- | ------- |
| Países Baixos - Acharts.us      | 7       |
| Alemanha - Media Control Charts | 33      |